# Stadio di Sarriá
Lo stadio di Sarriá (catalano Estadi de Sarrià; spagnolo Estadio de Sarriá) fu un impianto calcistico di Barcellona, costruito nel 1923 e demolito nel 1997.
Esso prendeva il nome dalla strada e dall'omonimo quartiere in cui era situato, nella cosiddetta Zona Alta della città (nella parte superiore dell'Avinguda Diagonal, non lontano dal Camp Nou).

## Storia
Capace di circa 44 000 spettatori, ospitava le partite casalinghe dell'Espanyol, compagine calcistica di Barcellona.
Nel 1982 lo stadio ospitò il girone C della seconda fase del Coppa del mondo di calcio che si tenne in Spagna; in tale girone erano presenti Argentina, Brasile e Italia. Gli azzurri di Enzo Bearzot vinsero il girone a punteggio pieno e si qualificarono alla semifinale, poi vinta, e quindi alla finale, dove si laurearono campioni del mondo. Il 29 giugno 1982 al Sarriá venne giocato l'incontro Italia-Argentina 2-1, il 2 luglio Brasile-Argentina 3-1, e infine, il 5 luglio, Italia-Brasile 3-2, che è noto presso la stampa brasiliana come Tragedia del Sarriá.
Dopo essere stato usato anche ai Giochi olimpici del 1992, il Sarriá venne utilizzato per l'ultima volta il 21 giugno 1997 per ospitare la gara della Liga 1996-1997 tra Espanyol e Siviglia, vinta dai catalani per 3-2 (risultato con cui si salvarono), dopodiché è stato completamente demolito nel settembre dello stesso anno, successivamente alla vendita del terreno da parte del club catalano al fine di sanare alcune posizioni debitorie. Al suo posto oggi sorgono alcuni edifici residenziali e un parco.

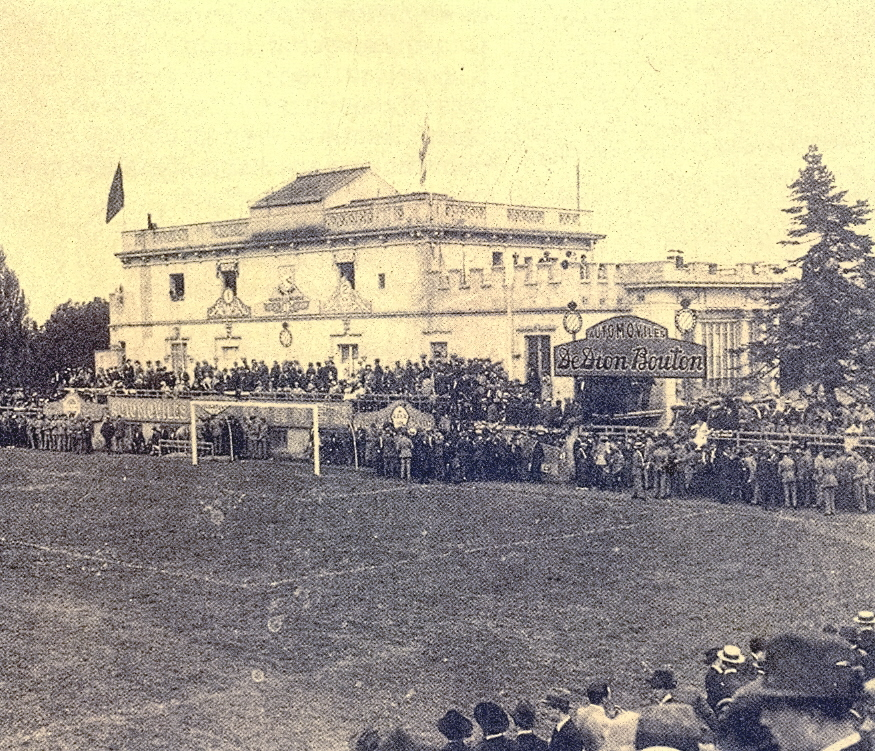
Lo stadio di Sarriá (allora chiamato Camp de La Manigua) il 18 febbraio 1923, giorno dell'inaugurazione

## Incontri del campionato mondiale di calcio 1982
| Arbitro: | Nicolae Rainea |

|                          |           |                |
| Tardelli 55’ Cabrini 67’ | Marcatori | 83’ Passarella |

| Arbitro: | Mario Rubio Vázquez |

|          |           |                                  |
| Díaz 89’ | Marcatori | 11’ Zico 66’ Serginho 75’ Júnior |

| Arbitro: | Abraham Klein |

|                  |           |                         |
| Rossi 5’ 25’ 74’ | Marcatori | 12’ Sócrates 68’ Falcão |